# محرك بحث ويكيميديا

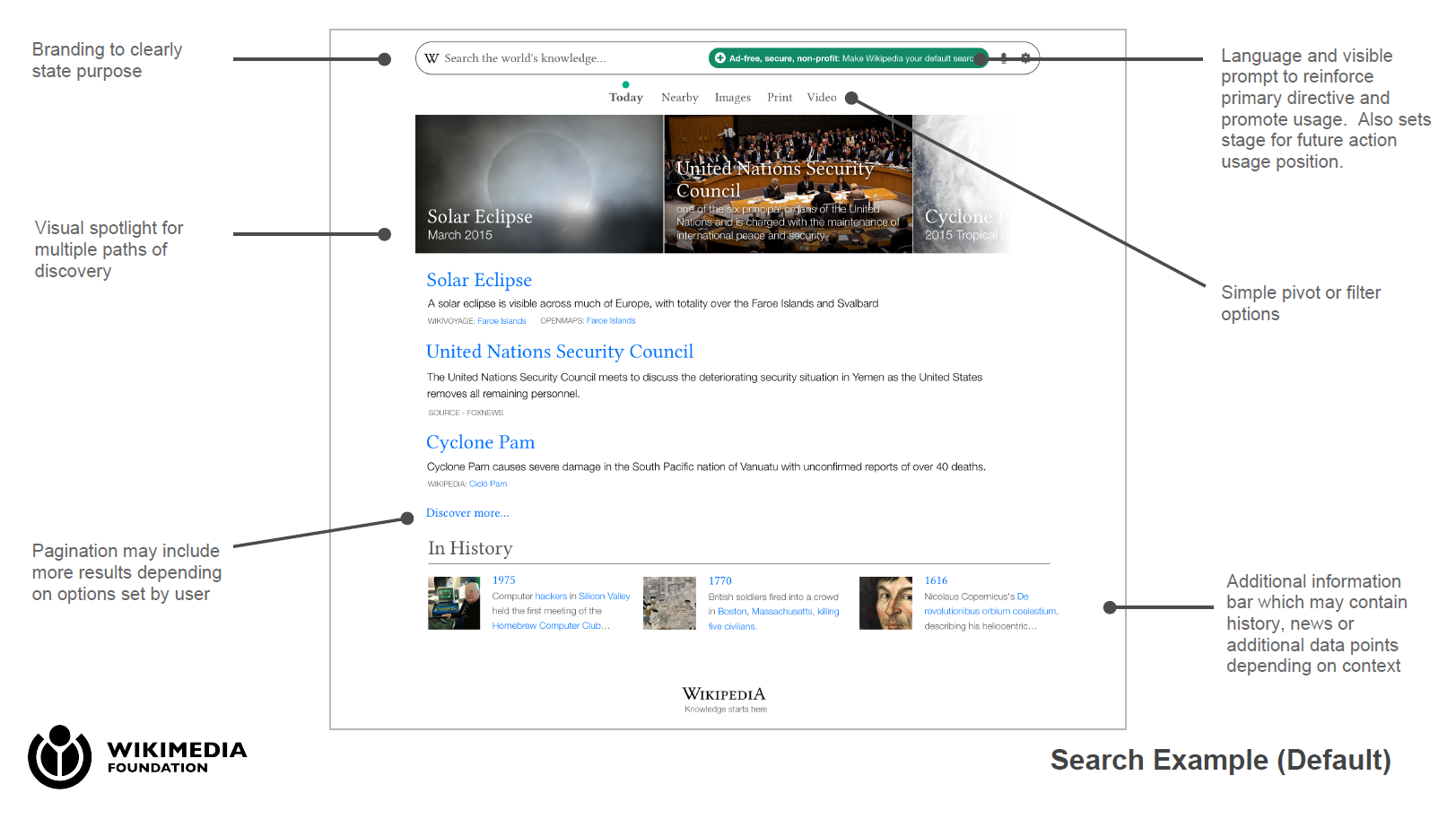
مثال للبحث على محرك بحث ويكيميديا.

مُحرك بحث ويكيميديا هو مشروع محرك بحث بدأ في عام 2015 من قبل مؤسسة ويكيميديا. الهدف منه هو «تقليل الاعتماد على محركات البحث التقليدية وإلى تغيير سلوك القراء على البقاء في مشاريع ويكيبيديا ذات الصلة بدلا من العودة إلى محركات البحث المفضلة للعثور على معلومات إضافية»، طلبت المؤسسة 250,000 دولار منحة للقيام بالمشروع. يتكون المشروع من أربعة مراحل، كان من المقرر أن يستغرق حوالي 18 شهرًا وبتكلفة المشروع قد تصل إلى عشرات الملايين دولار.

## وصلات خارجية
- الصفحة الرئيسية على MediaWiki.org